# Reichertshofen
Reichertshofen è un comune tedesco di 7 466 abitanti, situato nel land della Baviera.